# قلعه هیکونه
قلعه هیکونه (彦根城) یک قلعه ژاپنی متعلق به دوره ادو در هیکونه، شیگا، در استان شیگا است. این قلعه به عنوان مهم‌ترین ساختمان تاریخی در این استان شناخته می‌شود. قلعه هیکونه یکی از تنها ۱۲ قلعه قلعه ژاپنی اصل نگه داشته شده و یکی از پنج قلعه ثبت شده به عنوان یک گنجینه ملی است. این قلعه در سال ۱۶۰۳ به دستور ایی نائوکاتسو، پسر دایمیوی سابق ایی نائوماسا ساخته شده است.

## نگارخانه

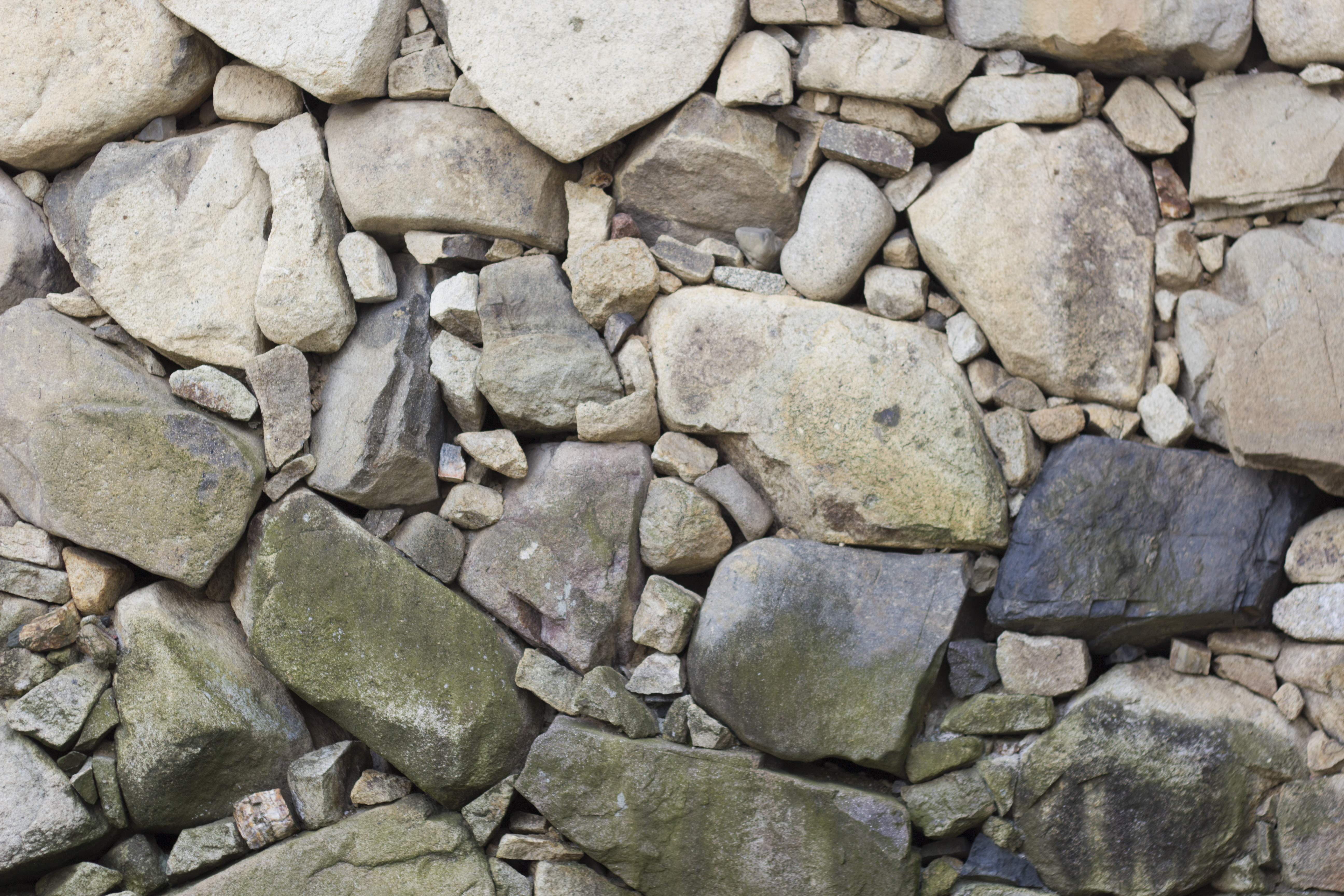
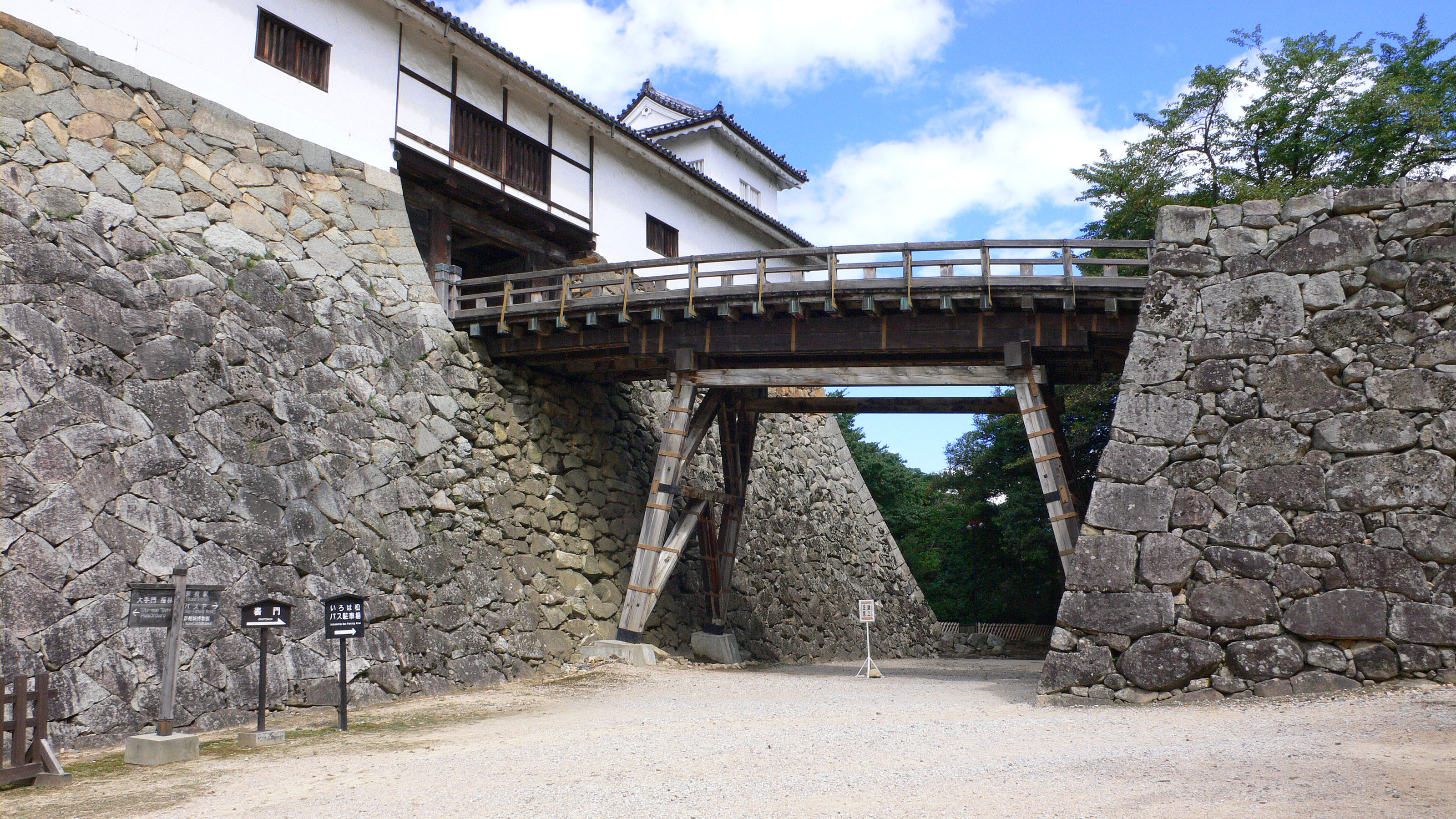
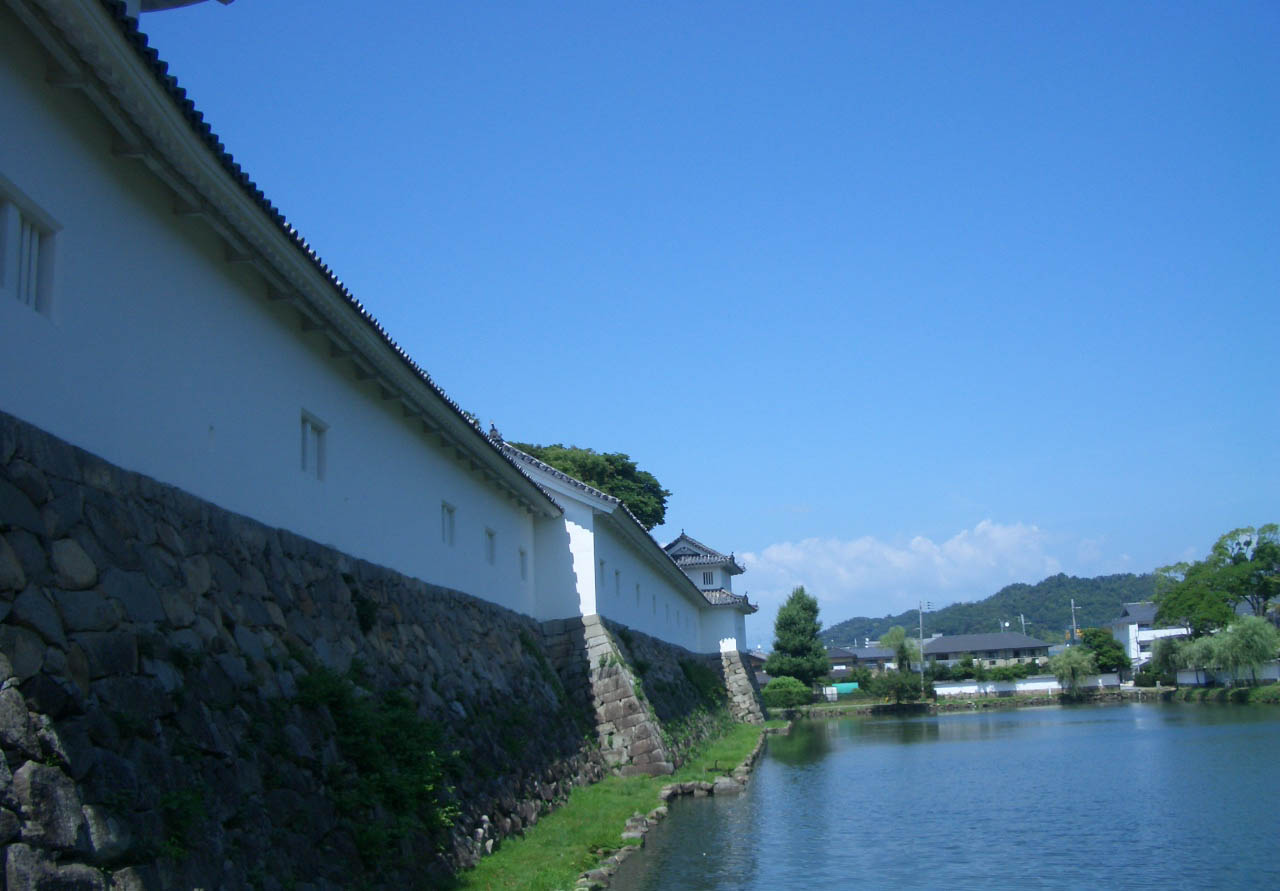
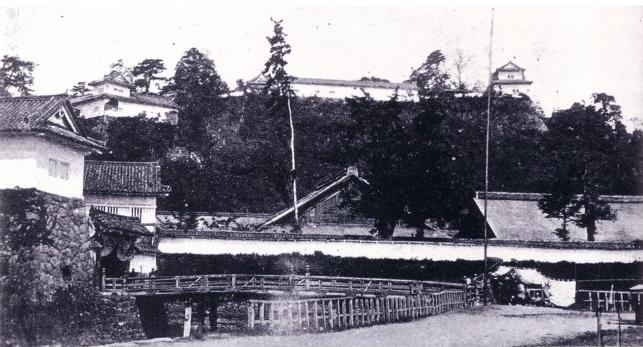
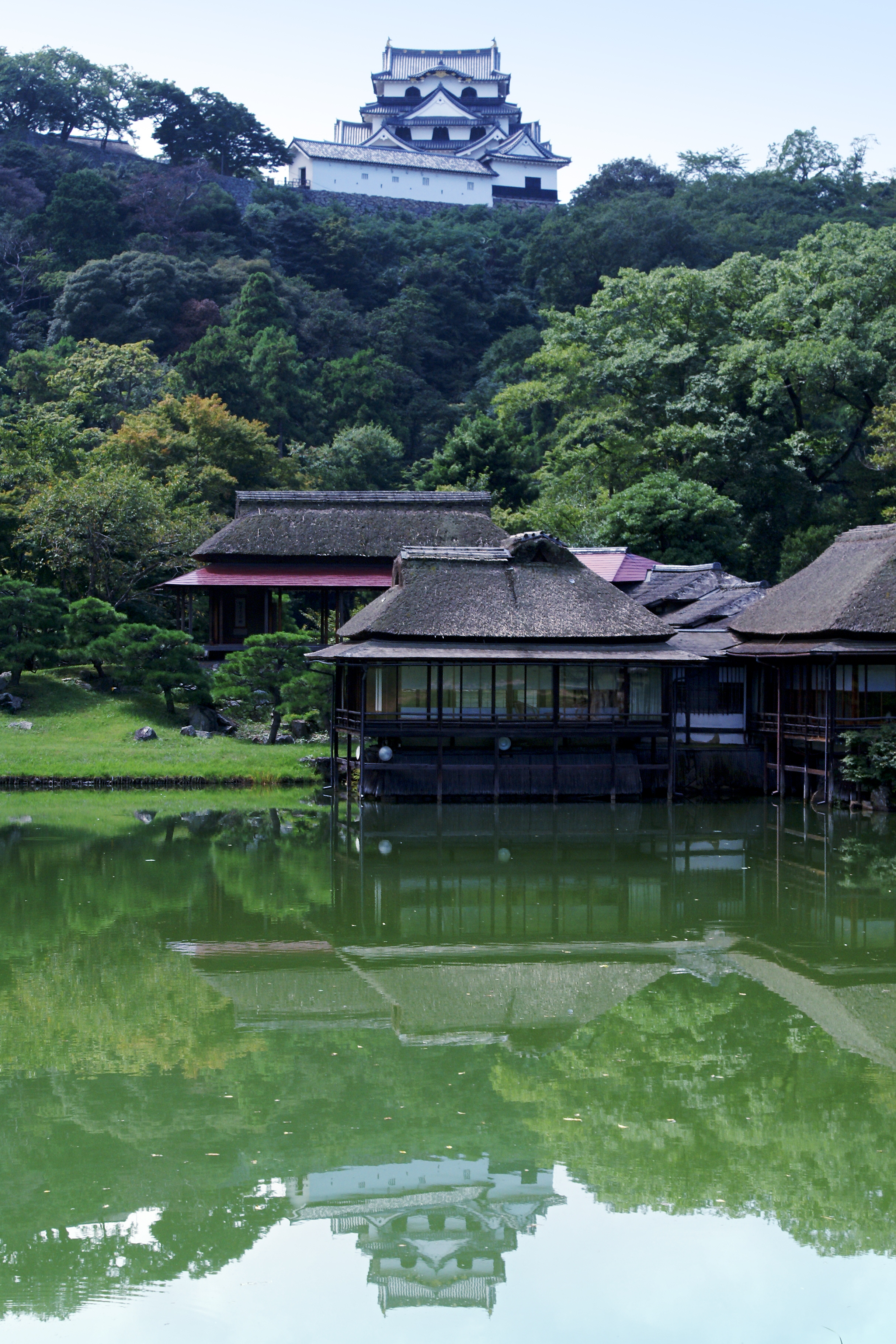
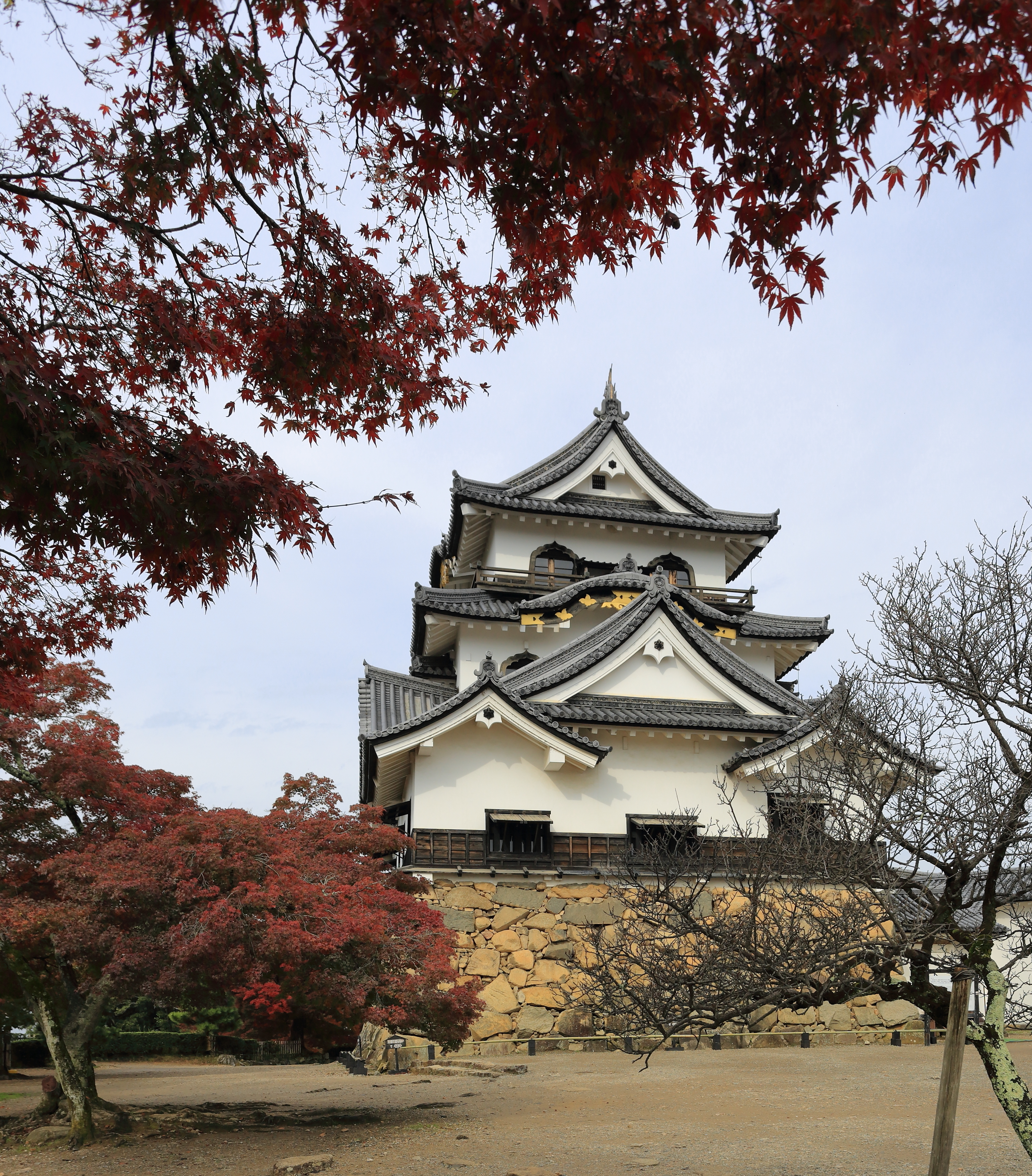